# Home (Simple Minds)
Home is een nummer van de Britse band Simple Minds uit 2005. Het is de eerste single van hun veertiende studioalbum Black & White 050505.
Het nummer werd een klein hitje in het Verenigd Koninkrijk, Duitsland en Italië. In het Verenigd Koninkrijk haalde het de 41e positie. In Nederland haalde het de 77e positie in de Single Top 100, en in Vlaanderen de 8e positie in de Tipparade.